# (85627) 1998 HP151
(85627) 1998 HP151, também escrito como (85627) 1998 HP151, é um objeto transnetuniano (TNO) que é classificado como um cubewano. Tem um periélio (maior aproximação em relação ao Sol) de 40,297 UA e um afélio (abordagem mais distante do Sol) de 48,306 UA. Ele possui uma magnitude absoluta (H) de 7.4 e, tem cerca de 146 km de diâmetro. O mesmo foi descoberto no dia 28 de abril de 1998, no Observatório de Mauna Kea, no Havaí.